# 神田憲次
神田 憲次（かんだ けんじ、1963年〈昭和38年〉2月19日 - ）は、日本の政治家、税理士。自由民主党所属の元衆議院議員（4期）。内閣府大臣政務官（第4次安倍第2次改造内閣）、財務副大臣（第2次岸田第2次改造内閣）などを歴任。

## 来歴
大分県玖珠郡玖珠町出身（現住所は名古屋市中村区則武1丁目）。崇徳高等学校、中京大学文学部英文学科卒業。1987年、中京大学大学院法学研究科修士課程修了。1989年、愛知学院大学大学院商学研究科修士課程修了。大学院を修了していたことから、試験を受けずに認定で税理士資格を取得。1991年に税理士登録し、名古屋税理士会名古屋東支部に所属。以後、約20年にわたり、顧客や取引先の倒産や自殺、夜逃げ等の問題に直面した。2000年に神田憲次税理士事務所を開業し、総務省の政治資金監査人や日本国際社会事業団の評議員を務めた。
2012年11月25日、自民党愛知県連は第46回衆議院議員総選挙・愛知5区に神田を擁立する方針を決めた。同年12月の衆院選に立候補し、民主党前職で元農林水産大臣の赤松広隆を1,795票の僅差で破り、初当選した。
2014年の第47回衆議院議員総選挙では、愛知5区で前回下した赤松に敗れ、重複立候補していた比例東海ブロックで復活し、再選。
2017年の第48回衆議院議員総選挙では、自由民主党公認で愛知5区から立候補。対立候補は立憲民主党に鞍替えした赤松と希望の党が擁立した前稲沢市議会議員の新人。日本共産党は候補者を取り下げた。赤松に敗れるも、再び比例東海ブロックで復活した。
2019年9月11日、第4次安倍第2次改造内閣が発足。9月13日付で内閣府大臣政務官に就任。
2021年の第49回衆議院議員総選挙では、自由民主党の公認で愛知5区より立候補し、立憲民主党の西川厚志、日本維新の会の岬麻紀を破り、4選（岬は比例復活で初当選）。
2022年11月18日、衆議院選挙区の新しい区割りである「10増10減」の改正公職選挙法案が参議院で可決された。愛知県内の選挙区は15から16に増え、愛知5区の区域は「名古屋市（中村区・中川区）、清須市」に変わった。
2023年9月13日、第2次岸田第2次改造内閣が発足。9月15日付で財務副大臣（予算編成、財政投融資、国債、国有財産、金融政策関係等担当）に就任したが、同年11月13日、財務副大臣を辞任した。不祥事による事実上の更迭とされる。
2024年9月27日に行われた自由民主党総裁選挙には9人が立候補した。1回目の投票では当選者が決まらず、決選投票で石破茂が高市早苗を破り、党総裁に就任した。中日新聞は、愛知・岐阜・三重・長野・福井・滋賀・静岡の国会議員に対し、投票先を取材し、翌28日に各議員の回答を報じた。党員資格停止中の高木毅を除く51人の国会議員の中で、唯一「取材できず」と記載されたのが神田だった。
同年10月5日、自民党愛知県連の丹羽秀樹会長は第50回衆議院議員総選挙（10月27日執行）で神田を党本部へ公認申請しないと明らかにした。
同年10月9日、自民党は衆院選の第1次公認候補として、小選挙区265人、比例代表14人の計279人の擁立を発表した。神田は愛知5
区の公認候補に選ばれたが、比例区の名簿には登載されなかった。これを受けて同日、党選挙区支部が推薦していた歯科医師の新人岡本康宏は無所属での出馬を明言し、保守分裂の様相を呈した、翌10日、岡本は「支部の公職者と相談し、無所属での出馬を取りやめた」と述べ、出馬を取りやめたことを明らかにした。
同年10月15日、総選挙が公示され、愛知5区からは神田、立憲民主党公認の西川厚志、日本維新の会現職の岬麻紀、日本保守党公認で河村たかしの市長特別秘書を務めた田中克和、日本共産党公認の江上博之の計5人が立候補した。10月17日に日本経済新聞が序盤情勢を発表し、「西川が立民支持層の3分の2をまとめてやや先行。神田が自民、公明支持層の半数弱を固めて追う。岬は巻き返しを狙う」と報じた。10月23日、しんぶん赤旗は、自民党が裏金問題で非公認となった候補の所属支部にそれぞれ2000万円を支給していたことをスクープした。同紙の報道により終盤情勢は一変した。また同日、文春オンラインは、世界平和統一家庭連合（旧統一教会）の内部資料を入手したと報じ、教団側が2021年の総選挙の際に「神田を小選挙区で勝たせることが絶対条件」として愛知5区に各戸10万枚の反共ビラを配布する計画を立てていたことなどを明かした。
同年10月27日、総選挙執行。投票締め切りの20時からほどなく東海テレビは西川の当選確実を報じ、西川は初当選を果たした。比例重複が認められなかった神田は議席を失った。日本維新の会は比例東海ブロックで1議席を獲得。3番目の惜敗率（61.235％）だった岬は議席を失った。

## 政策・主張

### 憲法
- 憲法改正について、2021年のNHKのアンケートで「賛成」と回答[41]。

- 憲法9条への自衛隊の明記について、2021年のNHKのアンケートで「賛成」と回答[41]。

- 憲法を改正し緊急事態条項を設けることについて、2021年の毎日新聞社のアンケートで「賛成」と回答[42]。

### 外交・安全保障
- 敵基地攻撃能力の保有について、2021年の毎日新聞社のアンケートで「賛成」と回答[42]。

- 普天間基地の辺野古移設をめぐる政府と沖縄県の対立をどう考えるかとの問いに対し、2021年の毎日新聞社のアンケートで「政府が埋め立てを進めるのはやむを得ない」と回答[42]。

- 徴用工訴訟などの歴史問題をめぐる日韓の関係悪化についてどう考えるかとの問いに対し、2021年の毎日新聞社のアンケートで「より強い態度で臨む」と回答[42]。

### ジェンダー
- 選択的夫婦別姓制度の導入について、2021年のNHKのアンケートで「どちらかといえば反対」と回答[41]。同年の毎日新聞社のアンケートで「反対」と回答[42]。

- 同性婚を可能とする法改正について、2021年のNHKのアンケートで「どちらかといえば反対」と回答[41]。「同性婚を制度として認めるべきだと考るか」との同年の毎日新聞社のアンケートに対し「認めるべきない」と回答[42]。

- クオータ制の導入について、2021年のNHKのアンケートで「どちらかといえば賛成」と回答[41]。同年の毎日新聞社のアンケートで「賛成」と回答[42]。

### その他
- 「原子力発電への依存度について今後どうするべきか」との問題提起に対し、2021年のNHKのアンケートで「現状を維持すべき」と回答[41]。

- 10％の消費税率について、2021年の毎日新聞社のアンケートで「当面は10％を維持すべきだ」と回答[42]。

- 森友学園への国有地売却をめぐる公文書改竄問題で、2021年5月6日、国は「赤木ファイル」の存在を初めて認めた[43]。しかし5月13日、菅義偉首相はファイルの存在を踏まえた再調査を行わない考えを報道各社に書面で示した[44]。9月の自民党総裁選挙で総裁に選出された岸田文雄も10月11日、衆議院本会議の代表質問で再調査の実施を否定した[45]。国の対応をどう考えるかとの同年の毎日新聞社のアンケートに対し「これ以上、調査や説明は必要ない」と回答[42]。

## 人物

### 統一教会との関係
- 2018年9月9日、世界平和統一家庭連合（旧統一教会）が幕張メッセで開催した青年イベント「提言 JAPAN2050 ユース・フェスティバル」に来賓として出席し、審査員を務めた[46]。
- 2018年10月21日、統一教会の関連団体「世界平和青年学生連合」が2世信者ら4000人を動員し、愛知県武道館で青年イベント「神日本家庭連合 第3地区 HJ未来フェス 未来を動かすチカラ」を開催。世界平和女性連合会長の文姸娥（ヨナ）が主賓として参加した。神田は同イベントに来賓出席し、「わたくし自らも皆さまのお仲間と共に定例の家庭集会をさせていただき、そして日々、文鮮明先生のそのこれまでの話等々に感銘を受け学習をさせていただいておる一人でございます」と祝辞を述べた[47][46]。
- 2019年10月5日、統一教会の関連団体「天宙平和連合」（UPF-Japan）は、国際会議「ジャパンサミット＆リーダーシップカンファレンス」をホテルナゴヤキャッスルで開催[48][49][50]。神田は会議にあわせて会場を訪れ、韓鶴子総裁、梶栗正義、徳野英治ら教団幹部、島村大、北村経夫、江島潔、山際大志郎、工藤彰三、東郷哲也と集合写真を撮った[51][52]。
- 2020年11月21日から24日にかけて、「天宙平和連合」はヴァーチャル・インターナショナル・リーダーシップ・カンファレンスを開催。神田は23日に参加し挨拶した[53]。
- 2021年6月11日、「天宙平和連合」が創設した世界平和国会議員連合の日本の議員連盟「日本・世界平和議員連合懇談会」の総会が衆議院第一議員会館で開催された[54]。同議連は前年に設立された団体で、神田は幹事に就任し、原田義昭が会長に就任した[55][56]。教団は同年10月の衆院選に立候補した議連参加者を支援し、電話かけなどを熱心に行った[54]。
- 2021年11月5日、世界平和連合の中部地区常任講師や国際勝共連合愛知県本部の代表を務めるS[57]は、5日前に実施された衆院選「第3地区」を総括する33ページにわたる内部資料を作成した。教団は日本を5地区に分けており、第3地区は東海北陸信越近県に及ぶ中部地区一帯を指す。同資料には、本部から「勝共推進国会議員の全員当選」の要請があったこと、電話作戦は昼間は教団婦人部が行い夜間は青年学生が行うこと、党の機関紙『自由民主』を壮年が朝晩に配布すること、小選挙区の当落予想などが明記された[36]。

- 2022年6月13日、「日本・世界平和議員連合懇談会」の総会が開催。神田は前年に続いて幹事に選出された。総会では顧問である国際勝共連合会長の梶栗正義が講演をし、統一教会の関連団体「平和政策研究所（IPP）」が発行する「政策情報レポート」が配られた。総会資料のアンケート用紙には、梶栗が会長を務める統一教会の友好団体「世界平和連合」[58]に関する記述があり、「次期参議院選挙の地方区で、世界平和連合の応援を希望する議員がおられればお書き下さい」と書かれてあった[59]。
- 2022年8月10日、中日新聞社が中部6県の全73人の衆参国会議員を対象に実施したアンケートを公表。全体の4人に1人が統一教会と何らかの関わりを持っていたことが明らかとなった[60]。神田ら10人の同党議員はアンケートに答えることを拒否した[60]。
- 2022年7月から8月にかけて、共同通信社は、全国会議員712人を対象に、統一教会との関わりを尋ねるアンケートを実施。8月31日に各議員の回答の全文を公表した。岸田文雄首相は8月8日の自民党臨時役員会で、統一教会をめぐり「政治家の責任で関係をそれぞれ点検し、適正に見直してもらいたい」と述べ、党所属国会議員全員に通達するよう指示[61]しながらも、自身はアンケートに答えることを拒否した[注 1]。神田もアンケートに答えることを拒否した[66][67]。

### 人柄
- 信条は自由で活力のある公正な社会の実現[5]。好きな言葉は真剣味[5]。趣味は旅行、ゴルフ、読書[5]。現在は名古屋市中村区則武1丁目に在住[2]。
- 喫煙者であり、超党派の愛煙家国会議員からなる議員連盟「もくもく会」に所属している[68]。

### 親族
- 同じ大分県出身で、防衛庁長官や衆議院副議長を務めた衛藤征士郎は又従兄弟にあたる[7]。なお、衛藤、神田はいずれも自民党の同じ派閥（安倍派）に所属している[69]。

## 不祥事

### 自身と個人会社を巡る諸問題と財務副大臣更迭
2002年4月、自身が代表取締役を務める「有限会社エヌケイソリューション」（以下、エヌ社とする）を東京都新宿区に設立した。業務内容は企業コンサルティングなどをしていた。2011年、神田と大学院時代からの知り合いの税理士男性はエヌ社の取締役に就任した。
2012年1月、エヌ社は、名古屋市中区大井町にある5階建てのオフィスビルをパソコン関連業者から購入し、本店所在地も同所に変更した。業者の当時のプレスリリースによると、譲渡価格は土地と建物をあわせて6800万円だった。エヌ社は購入資金を岐阜県の地方銀行から借りて購入した。神田憲次税理士事務所も同ビルの4階に移転した。前述の税理士男性はエヌ社のオフィスビルに事務所を構えた。
同年11月25日、自民党愛知県連は次期衆院選・愛知5区に神田を擁立する方針を決める。前述の税理士男性は、神田が税理士になったあと神田から「税金を滞納している」と打ち明けられたことを思い出し、神田に改めて滞納の有無を確認した。神田は自動車税などの未払い納付書を複数枚示し「払う金がない」と説明した。税理士男性は神田が滞納していた自動車税など約200万円を立て替え、選挙を支援した。しかし当選後、神田は返済を求められてもこれに応じず、やがて連絡を絶った。
翌2013年から、当該土地と建物は名古屋市栄市税事務所から計4回、合計344万3800円の差押を受けた。詳細は以下のとおり。
- 2013年10月16日 - 80万900円の固定資産税・都市計画税の滞納により差押。
- 2014年6月4日 - 120万900円の固定資産税・都市計画税の滞納により差押。
- 2022年8月23日 - 72万2000円の固定資産税・都市計画税の滞納により差押。
- 同年9月26日 - 72万円の固定資産税・都市計画税の滞納により差押。

2023年9月15日、神田は財務副大臣に任命される。
同年11月8日、文春オンラインが上記の事実を報道。あわせて、神田が税理士資格を持っているのにもかかわらず、日本税理士会連合会の会則が定める研修を受講していないことも報じた。神田は記事の中で事実関係を認めた。同日、地方税滞納による差押と税理士法違反容疑をめぐり、神田は財務省内で報道陣に囲まれるが、「これから精査する」と述べるのみで詳細は説明しなかった。
同月9日、神田は参議院財政金融委員会での答弁で、エヌ社が所有する土地と建物が、固定資産税の滞納により、過去に4度、差し押さえを受けていたことを明らかにした。税理士に義務付けられた研修を受講していなかったことも認めた。神田は「皆様方をお騒がせし、申し訳なく存じます。深く反省しており、今後はこのようなことがないよう注意する」と謝罪した。滞納の理由について「国政の業務が繁忙になり、税理士業務の比重が落ちて、督促状などは税理士事務所のスタッフに任せており、私は多忙で関知できなかった」と釈明した。また副大臣の進退について問われ「引き続き職務の遂行に全力を傾注する」と辞任を否定した。岸田文雄首相の周辺の人物は「法に触れることはないと理解している」と述べ、官邸幹部は「資金繰りの厳しい中小企業などなら結構ある話だ」と述べるなど、神田を擁護する姿勢を示した。
同月10日、衆議院内閣委員会で、立憲民主党の本庄知史が「エヌ社に実態はあるのか」と質問すると、神田は「主な業務内容は不動産の管理でございます」「業務はきちんと行われております」と答えた。同月11日、清須市内で行われた地元のイベントに顔を出し、自分から参加者に声をかけた。「辞めるつもりはない」と周囲に語る神田の元気な姿がそこにあった。
同月12日夜、文春オンラインは二の矢を継ぎ、神田の11月10日の国会説明には虚偽答弁の疑いがあると報じた。前述の税理士男性は記事の中で「エヌ社には社員はいない。私は登記上の取締役であるが、神田氏とは2014年頃からほとんど顔をあわせていない。所有するオフィスビルに他のテナントが入ったことはない。私の知る限り、営業実態はない」と証言した。
同月13日朝、文春オンラインは第三弾として、神田に政治倫理の確立のための国会議員の資産等の公開等に関する法律（資産公開法）違反の疑いがあると報じた。神田が代表を務める「自由民主党愛知県第五選挙区支部」の2021年の政治資金収支報告書には、神田から2850万円の借入金の記載がなされていた。同じく神田が代表を務める資金管理団体「神友会」には、神田から1884万円の借入金の記載がなされていた。合計4734万円を貸し付けていることとなるが、しかるに神田は同年の所得報告で自身の貸付金を210万円と報告した。差額4524万円が事実上不記載となっていることが明らかとなった。同日午前、松野博一官房長官は神田の国会虚偽答弁をめぐり、「本人が説明責任を果たすことが重要だ」とコメントした。同日、TBSは神田の元政策担当秘書の証言を報道。元秘書は「お金に対して、時間に対して、全てルーズ」「駐車場の家賃の支払いができない」「シートベルトはしない。速度超過も当たり前。前詰めしたりもする」などと明かした。テレビ朝日の取材に応じた元秘書は「秘書会の間で出回っている、絶対秘書を紹介してはいけない議員ブラックリストに神田さんも入っている」と述べた。
同日午後、神田は財務副大臣の辞表を提出し、受理された。国会審議の停滞を懸念した政権による事実上の更迭とされる。
12月14日、自民党愛知県連は、党本部に対し、神田を次の選挙の公認候補を意味する愛知5区の支部長から解任するよう申し入れた。

### その他
- 神田の資金管理団体「神友会」と政治団体「神田憲次後援会」、神田が支部長を務める「自由民主党愛知県第五選挙区支部」の3団体 [85][86][87]はいずれも、2019年まで4年連続で政治資金収支報告書を法定の期限までに提出していなかった。神田は税理士で、かつ総務省の政治資金適正化委員会に監査人登録しているにかかわらず、長きにわたり期限を守ることできなかった[88][89]。
- 2022年6月9日、衆議院本会議に遅刻し、細田博之衆議院議長に対する不信任決議案の採決に間に合わなかった。翌6月10日、自民党の高木毅国会対策委員長は神田を厳重注意した[90]。
- 2023年11月23日、自民党愛知県連所属の国会議員や地元議員と、県内の市長らとの意見交換会が名古屋市内で開催されるが、神田は丹羽秀樹県連会長や市長会事務局に連絡せず無断で欠席した。自民党名古屋市議団は26日に、丹羽宛てに、神田の厳正な処分を求める要請書を提出する予定。また県連も執行部会を開き、処分などを検討する予定[91]。

## 所属団体・議員連盟
- 時代に適した風営法を求める議員連盟（パチンコ議連）
- 自民党たばこ議員連盟[92]
- もくもく会[68]
- 日本会議国会議員懇談会
- 神道政治連盟国会議員懇談会
- みんなで靖国神社に参拝する国会議員の会
- パチンコチェーンストア協会（政治分野アドバイザー）[93]

## 選挙歴
| 当落 | 選挙                   | 執行日         | 年齢 | 選挙区      | 政党       | 得票数    | 得票率 | 定数 | 得票順位 /候補者数 | 政党内比例順位 /政党当選者数 |
| ---- | ---------------------- | -------------- | ---- | ----------- | ---------- | --------- | ------ | ---- | ------------------ | ---------------------------- |
| 当   | 第46回衆議院議員総選挙 | 2012年12月16日 | 49   | 愛知県第5区 | 自由民主党 | 6万7218票 | 31.97% | 1    | 1/5                | /                            |
| 比当 | 第47回衆議院議員総選挙 | 2014年12月14日 | 51   | 愛知県第5区 | 自由民主党 | 7万1616票 | 37.86% | 1    | 2/4                | 6/8                          |
| 比当 | 第48回衆議院議員総選挙 | 2017年10月22日 | 54   | 愛知県第5区 | 自由民主党 | 7万2651票 | 37.08% | 1    | 2/3                | 5/8                          |
| 当   | 第49回衆議院議員総選挙 | 2021年10月31日 | 58   | 愛知県第5区 | 自由民主党 | 8万4320票 | 41.16% | 1    | 1/3                | /                            |
| 落   | 第50回衆議院議員総選挙 | 2024年10月27日 | 61   | 愛知県第5区 | 自由民主党 | 3万6662票 | 23.11% | 1    | 2/5                | /                            |